# Joaquim Pacheco de Utra
Joaquim Pacheco de Utra (Angra, 26 de Outubro de 1819 — Angra do Heroísmo, 13 de Julho de 1897), frequentemente referido por Joaquim José Pacheco Dutra, primeiro e único visconde da Vinha Brava por decreto de 29 de Abril de 1893 do rei D. Carlos I de Portugal, foi um abastado proprietário, filantropo e político açoriano, membro da direcção local do Partido Regenerador na ilha Terceira.

## Biografia
Nasceu na freguesia da Sé da cidade de Angra, filho de Teodoro Dutra Pacheco e de sua mulher Jacinta Teodora Pacheco, uma família originária da ilha do Faial instalada na ilha Terceira há duas gerações. Herdou uma razoável fortuna adquirida por familiares emigrados no Brasil, consolidando a sua posição como abastado proprietário.
Foi militante destacado do Partido Regenerador na ilha Terceira, tendo exercido as funções de procurador eleito à Junta Geral do Distrito de Angra do Heroísmo e membro da respectiva comissão distrital.
Membro da burguesia angrense, foi verificador da Alfândega de Angra do Heroísmo. Usou a sua fortuna para fins de filantropia, razão pela qual foi agraciado com a medalha filantrópica. Foi também condecorado com os graus de cavaleiro da Ordem de Cristo e de cavaleiro da Ordem de Nossa Senhora da Conceição de Vila Viçosa.
O rei D. Carlos I de Portugal, por decreto de 29 de Abril de 1893, elevou-o a visconde da Vinha Brava, título derivado do lugar da Vinha Brava, situado nos subúrbios a norte da cidade de Angra, onde era proprietário de uma quinta e vivenda de campo, hoje a unidade hoteleira conhecida por Quinta da Nasce-Água.